# Цуканов, Евгений Ефимович
Евгений Ефимович Цуканов (19.11.1897 — 27.02.1966) — советский военачальник, генерал-майор, участник Великой Отечественной войны.

## Биография
Цуканов, Евгений Ефимович родился 19 декабря 1897 года в местечке Новый Крупец. В 1917 году по ускоренной программе окончил 6 классов гимназии.
1 ноября 1918 года поступил на службу в Рабоче-Крестьянскую Красную Армию. Окончил школу красных командиров в 1919 году. В 1919—1921 годы участвовал в Гражданской войне. Последовательно был командиром взвода, роты и батальона. В 1928 году успешно окончил Военную академию имени М. В. Фрунзе.
С июля 1928 года по октябрь 1937 года командовал 47-м стрелковым полком.
Был в должности помощника начальника оперативного отдела штаба Московского военного округа. Командовал оперативным отделом штаба Ленинградского военного округа.
С 1936 года командовал стрелковым полком. С 1937 года служил военным атташе в Эстонии.
С 1940 года Цуканов командовал стрелковой дивизией Ленинградского военного округа.
Во время Великой Отечественной войны командовал 70-стрелковой дивизией (1942 год), служил начальником тыла 55-й армии (1942—1945 годы).
29 октября 1943 года получил звание генерал-майора интендантской службы.
В 1946 году окончил Высшие курсы при Военной академии Генерального штаба.
С 1947 году служил начальником тыла Прибалтийского военного округа.
С 1948 года — заместитель начальника Военной академии тыла.
Демобилизован 14 июля 1961 года.
Умер 27 февраля 1966 года.

## Награды
- Орден Красной звезды (5. 05. 1943)[4].
- Ордена Красного знамени (21.02.1944).
- Медаль «За оборону Ленинграда» (01.02.1944)
- Орден Красного знамени (03.11.1944).
- Орден Ленина (21.02.1945)
- Орден Кутузова 2-й степени (31.05.1945).
- Медаль «За взятие Берлина» (09.05.1945)
- Медаль «За победу над Германией в Великой Отечественной войне» (09.05.1945)
- Медаль «За освобождение Варшавы» (19.06.1945)
- Орден Красного знамени (24.06.1948)[4].
- Ордена Польши[2].